# Sakralbau
Sakralbauten (von lateinisch sacer ‚heilig‘) sind Bauwerke, die für sakrale, rituelle oder kultische Handlungen wie Gottesdienste oder Opferungen durch religiöse Gemeinschaften genutzt werden. Sakralbauten werden als Anwesenheitsorte einer höheren Macht interpretiert und werden daher umgangssprachlich auch als Gotteshäuser bezeichnet.

Im christlichen Bereich erfüllen Sakralbauten laut Richard Kieckhefer drei Funktionen: Sie sind Ausdruck der gemeinschaftsstiftenden Funktion einer Religion, indem sie einen Platz für die Verkündigung der Religion an ihre Anhänger und einen Raum für gemeinschaftliche sakrale Handlungen bieten. Außerdem schaffen sie für die Gläubigen die Möglichkeit, um persönlich mit einem transzendenten Gegenüber in Beziehung zu treten.
Der Begriff Sakralbau entstammt den Kultur- und Kunstwissenschaften und dient dort als Abgrenzung zum Profanbau, einem Bauwerk für weltliche Aufgaben. Insbesondere für bauliche Anlagen und Orte aus der Vor- oder Urgeschichte existiert auch der Begriff der Kultstätte (Kultplatz). Eine häufige Bezeichnung für sakrale Gebäude vieler Religionen, teilweise auch christlicher Kirchen ist „Tempel“. Daneben gibt es zahlreiche mehr oder weniger freistehende Bauwerke (Schreine, Altäre) und Denkmäler, die aus religiösen Gründen errichtet wurden. Auch bei Grabanlagen und Grabbauten kann es sich um Sakralbauten handeln, wie Gräber in Ägypten zeigen.
Es gibt eine Vielzahl von unterschiedlichen Sakralbauten, einige Beispiele aus den literalen religiösen Kulturen sind:
- Im Buddhismus ist die Pagode, der Stupa oder Chörten ein Symbol für Buddha.
- Das Judentum kennt bis 70 den Jerusalemer Tempel sowie seit hellenistischer Zeit die Synagoge, die seit der Reformbewegung des 19. Jahrhunderts auch wieder „Tempel“ genannt wird.
- Im Christentum sind vor allem Kirchen, Dome, Münster, Kathedralen, Basiliken, Klöster und Kapellen zu nennen. Dabei beziehen sich manche dieser Begriffe eher auf die Bauart und werden auch synonym gebraucht. Manche bezeichnen den Stand in der Kirchenhierarchie, vor allem im Katholizismus. Freikirchen verwenden gelegentlich auch den Begriff Bethaus, häufig auch Gemeindehaus oder Gemeindezentrum.
- Für den Islam sind die Sakralbauten, an denen Muslime zum Gebet zusammenkommen, Moscheen. Mitglieder von Sufi-Bruderschaften versammeln sich auch an einer Tekke. Zu den islamischen Mausoleen gehören Qubba und Türbe.
- Feuertempel im Zoroastrismus.
- Die Bahai bauen Andachtshäuser und Schreine (heilige Grabstätten).
- Hindutempel im Hinduismus
- Im Alten Ägypten sind neben Tempeln auch die ägyptischen Pyramiden sowie die Gotteszelte neben ihrer Funktion als Grabstätte auch als Sakralbauten zu verstehen.
- Gleiches gilt in Mesopotamien für die Zikkurat.

Gemeinhin gelten in der Architektur- und Religionsgeschichte verschiedener Religionen (Buddhismus, Christentum, Hinduismus) auch Klöster als Sakralbauten.